# Chalahuiyapa
Chalahuiyapa är en ort i Mexiko.   Den ligger i kommunen Huejutla de Reyes och delstaten Hidalgo, i den sydöstra delen av landet, 210 km norr om huvudstaden Mexico City. Chalahuiyapa ligger 115 meter över havet och antalet invånare är 1 341.
Terrängen runt Chalahuiyapa är platt åt nordost, men åt sydväst är den kuperad. Runt Chalahuiyapa är det ganska tätbefolkat, med 248 invånare per kvadratkilometer. Närmaste större samhälle är Huejutla de Reyes, 5,8 km väster om Chalahuiyapa. Omgivningarna runt Chalahuiyapa är en mosaik av jordbruksmark och naturlig växtlighet.